# Micropartícula

Particle with dimensions between 1 × 10−7 and 1 × 10−4 m.
Note 1: The lower limit between micro- and nano-sizing is still a matter of debate.
Note 2: To be consistent with the prefix “micro” and the range imposed by the definition,
dimensions of microparticles should be expressed in μm.

Micropartículas são partículas entre 1 e 1000 μm de tamanho. Disponíceis comercialmente elas existem em uma ampla gama de materiais, incluindo cerâmica, vidro, polímeros, e metais. Micropartículas encontradas no dia a dia incluem: pólen, areia, poeira, farinha, açúcar, entre outras.[carece de fontes?]